# Takaroa
Takaroa is een atol dat behoort tot de Tuamotueilanden, die deel uitmaken van Frans-Polynesië. Het is ellipsvormig en ongeveer 26 km lang en 6,5 km breed en heeft inclusief de lagune, een oppervlak van 93 km² en 20 km² landoppervlak. Teavaroa is de voornaamste nederzetting op het eiland. Takapoto telt 674 (in 2017) inwoners. Het atol Takapoto ligt op 9 km afstand en is het dichtst bijzijnde bewoonde eiland. Takaroa ligt 570 km van Tahiti. Het atol is tevens een bestuurlijke entiteit (commune) waaronder de atollen Takapoto en Tikei vallen.

## Beschrijving

### Geschiedenis
De Hollandse zeevaarders Willem Schouten en Jacob Le Maire waren op 14 april 1616 de eerste Europeanen die het atol, samen met het nabij gelegen atol kakapoto vermeldden als Zondergrond Eiland. Het schip, De Afrikaanse Galei van de expeditie naar Zuidland onder leiding van Jacob Roggeveen, leed hier in mei 1722 schipbreuk en noemde het eiland Schadelijke Eiland. De kanonnen van dit schip liggen op het strand te roesten. In 1839 wordt het eiland door de Amerikaanse ontdekkingsreiziger Charles Wilkes genoemd.
Op het eiland zijn door archeologen aanwijzingen gevonden voor bewoning en de aanwezigheid van gemeenschapshuizen (marae) en altaren die erop wezen dat er een prehistorische Polynesische cultuur op het eiland aanwezig is geweest.
In de negentiende eeuw namen de Fransen het eiland in bezit. Er woonden toen ongeveer 75 mensen. Er kwamen missionarissen en in 1858 werd er een kerk gebouwd.

### Economie
Traditioneel werd er vooral gevist op parelmoer producerende schelpen. Dit parelmoer werd in Europa gebruikt om knopen en andere gebruiks- en kunstvoorwerpen te maken. Deze activiteit wordt overvleugeld door de teelt van pareloesters. Consessies voor deze activiteit werden in 2017 wettelijk vastgelegd, 550 ha van de lagune is bestemd voor deze teelt en is daarmee een van de grootste productiegebieden van Frans-Polynesië.
Sinds 1980 wordt het toerisme gestimuleerd. Bij het dorp Teavaroa ligt sinds 1986 een start- en landingsbaan van 1100 m lengte. Volgens cijfers uit 2019 waren er jaarlijks 420 vluchten  en werden 7000 passagiers vervoerd. In 2018 werd het eiland via een glasvezelkabel met Tahiti verbonden en beschikt daardoor nu over een snelle internetverbinding.

## De gemeente Takaroa

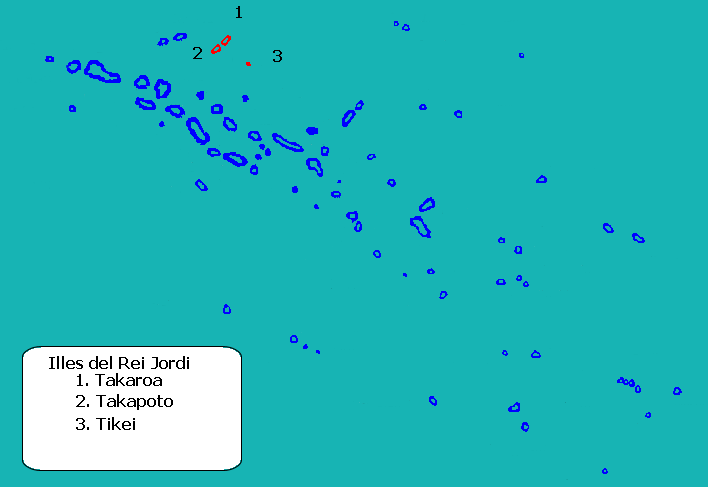
Positie van Takaroa (1) binnen de Tuamotueilanden

Dit eiland is het administratief centrum voor drie eilanden:
- Takaroa het atol zelf
- Takapoto dichtbij gelegen bewoond atol
- Tikei zonder permanente bewoning

In totaal betreft dit volgens cijfers uit 2017 1175 inwoners.

### Fauna
Op het eiland komen 39 soorten vogels voor waaronder acht soorten van de Rode Lijst van de IUCN	waaronder phoenixstormvogel (Pterodroma alba) en de endemische saffierlori (Vini peruviana) en tuamotukarekiet (Acrocephalus atyphus).